# مكتب تنسيق المؤامرات (مسلسل)
مكتب تنسيق المؤامرات هو مسلسل تلفزيوني رسوم متحركة للبالغين أمريكي تم إنشاؤه بواسطة شيون تاكيوشي لصالح نتفليكس. ألكس هيرش, خالق الجاذبية شلالات يخدم, والمنتج المنفذ جنبا إلى جنب مع تاكوشي, الذي شغل أيضا منصب showrunner.
تم عرض المسلسل لأول مرة في 22 أكتوبر 2021 على نتفليكس.

## فرضية
في هذه الكوميديا في مكان العمل التي تدور أحداثها في منظمة حكومة الظل شركة كوغنيتو. في الولايات المتحدة, كل نظرية مؤامرة حقيقية, حيث تحاول امرأة إبقاء أنشطتها بعيدًا عن أعين المتطفلين. يتتبع المسلسل أيضًا عبقرية تقنية وشريكتها التي تحاول كشف أسرار العالم «المخفية في الظل», بينما تعمل في مكان مليء بمُغيري أشكال الزواحف والفطر النفسي.

## طاقم التمثيل

### الأساسية
- ليزي كابلان[12] في دور ريغان ريدلي; عبقرية تقنية محرجة اجتماعيًا تعمل في شركة كوغنيتو. وتعتقد أنه يمكن تحسين المجتمع نفسه, وإدارة زملائها غير المسؤولين في العمل أثناء البحث عن ترقية مرغوبة على طول الطريق. ووصف تاكيوتشي ريجان بأنه زعيم «يريد أن يجعل العالم مكانًا أفضل».
- كريستيان سلاتر[12] في دور راند ريدلي. والد ريغان, الرئيس التنفيذي السابق والمصاب بجنون العظمة بشكل غير طبيعي والمؤسس المشارك لشركة كوغنيتو الذي طُرد بعد أن كاد يفضح الدولة العميقة, ويخطط للانتقام بينما ظل عاطلاً عن العمل. يعيش مع ابنته ويشارك في حروب اللهب مع ريتشارد دوكينز .
- كلارك ديوك[12] في دور بريت هاند; رجل نعم من واشنطن, لديه واجهة كصبي أخوة ولكنه في الواقع شخص حساس ومهتم يريد أقرانه أن يسيروا على خطاه, ويسعى جاهداً لإخراج أفضل ما في أصدقائه وزملائه.
- تيشا كامبل[12] في دور جيجي طومسون; موظفة علاقات عامة, وهي رئيسة التلاعب الإعلامي والرسائل اللاشعورية السريعة الحديث في كوغنيتو وهي ملكة النميمة في المكتب .
- أندي دالي [12] دور جيه آر شيمبوغ; الرئيس التنفيذي الحالي لـ كوغنيتو, وهو متحدث ماكر يمكنه التحدث عن طريقه للخروج من المآزق التي يحتمل أن تكون مهددة.
- كريس ديامانتوبولوس في دور روبوت, الروبوت البديل لرئيس الولايات المتحدة .
- جون ديماجيو [12] في دور جلين دولفمان; جندي هجين هجين بشري - دلفين يشرف على أسلحة وترسانة كوغنيتو.
- بوبي لي[12] في دور دكتور أندريه; عالم كيمياء حيوية حر الذي يختبر مجموعة من المخدرات غير العادية.
- بريت غيلمان[12] في دور Magic Myc؛ كائن حي شبيه بالفطر من عقل خلية عميق داخل أجوف الأرض مع سلوك جاف وساخر والقدرة على قراءة عقول الناس. يكشف التسلسل الافتتاحي للمسلسل أنه كائن فضائي يكون جنسه مسؤولاً عن منح البشرية ذكاءً من خلال تقديم أبواغه إلى القردة القديمة للاستهلاك. يوفر Myc أيضًا السوربيتات الحيوية النقية, وهي مادة كيميائية تستخدمها الشركة لبنادق ممحاة الذاكرة, والتي يتعين عليهم حرفيًا حلبها من أجلها.

### ظهور متكرر
- سوزي ناكامورا[13] في دور تاميكو ريدلي; والدة ريغان مؤلفة الكتاب وزوجة راند السابقة.
- أليكس هيرش[14] في دور غراسي نويل أتكينسون, قاتل جون كنيدي الحقيقي.
- Ron Funches[15] في دور السيد Mothman, رئيس قسم الموارد البشرية
- غراي ديلايل في دور تايلور سويفت
- جوش روبرت طومسون[16]
- شيري أوتري
- إريك بوزا

### ضيوف الحلقات
- ويليام هاربر في دور بريان جاكوبسن وبريان بوت
- كيفن مايكل ريتشاردسون
- أنا غاستيير
- غاري كول
- داريوس جونسون
- لورين لابكس
- كيت ميكوتشي في دور تشارلي
- درو تارفر
- جيمس أدوميان
- نيكول سوليفان
- زاكري كوينتو
- هنري وينكلر في دور ملفين. ممثل تم التعاقد معه للعب بز ألدرن بينما يقيم بز الحقيقي على سطح القمر.
- ديبرا ويلسون
- ماكس ميتلمان
- فريد تاتاسكاوري

## الإنتاج والإفراج
في أبريل 2019, طلبت نتفليكس 20 حلقة من المسلسل.
وصفت بأنها أول سلسلة رسوم متحركة للبالغين تم إنتاجها داخليًا بواسطة نيتفليكس الرسوم المتحركة, تم الإعلان في يونيو 2021 أن الشخصيات العادية في المسلسل سيتم التعبير عنها من قبل أندرو دالي, بوبي لي, جون ديماغيو، تيشا كامبل وبريت غيلمان. إنها السلسلة الأولى التي يتم إنتاجها كجزء من صفقة أبرمها تاكيوتشي في عام 2018 مع نتفليكس «لتطوير مسلسلات جديدة ومشاريع أخرى حصريًا لـ نتفليكس». تم عرض ذروة التسلل للمسلسل في لوحة التركيز الاستوديو لنتفليكس في مهرجان آنسي الدولي للرسوم المتحركة في يونيو 2021. المسلسل هو أول سلسلة تم إنشاؤها بواسطة شيون تاكيوشي, وهو جزء من صفقتها مع نتفليكس, حيث قال هيرش إنه مستوحى من برامج التسعينيات مثل الملفات الغامضة. استوحى هيرش وتاكيوتشي أيضًا من صفحات ويكلي وورلد نيوز.
في 20 سبتمبر 2021, تم إصدار مقطع دعائي للمسلسل, وُصِف بأنه يخلط «الواقع مع الخيال من خلال التنصت على ذكرياتنا الجماعية الحزينة كمتدربين بدون أجر». تم إصدار المقطع الدعائي الرسمي للبرنامج في 25 سبتمبر. في مقابلة مع بترانا رادولوفيتش من بوليغون, قال تاكيوتشي إن فكرة العرض جاءت من أيامها في الكلية, وقالت إنه لا يوجد «أي شيء غريب جدًا بالنسبة للعرض» طالما أنه يطور الشخصيات, قائلاً إن هناك مواضيع التي تعتبر «بالغة جدًا بالنسبة لجميع الأعمار» والتي يتعامل معها الأشخاص في سنها, قائلة إنه «من الجيد أن تكون قادرًا على التحدث عنها» في العرض. قالت إن عمل الرسوم المتحركة للبالغين أمر مخيف.
تم عرض المسلسل لأول مرة على نتفليكس في 22 أكتوبر 2021.

## روابط خارجية
- مكتب تنسيق المؤامرات على موقع IMDb (الإنجليزية)
- مكتب تنسيق المؤامرات على موقع ميتاكريتيك (الإنجليزية)
- مكتب تنسيق المؤامرات على موقع روتن توميتوز (الإنجليزية)
- مكتب تنسيق المؤامرات على موقع نتفليكس (الإنجليزية)
- مكتب تنسيق المؤامرات على موقع فيلمافينيتي (الإسبانية)
- مكتب تنسيق المؤامرات على موقع كينوبويسك (الروسية)
- مكتب تنسيق المؤامرات على موقع ألو سيني (الفرنسية)
- مكتب تنسيق المؤامرات على موقع قاعدة بيانات الفيلم (الإنجليزية)